# Mathias Gerl
Mat(t)hias Franz Gerl dit aussi Mathias Gerl le jeune (né le 1er avril 1712 à Klosterneuburg, mort le 13 mars 1765 à Vienne) est un architecte et maître d'œuvre autrichien.

## Biographie
Mathias Gerl appartient à une famille de maîtres d'œuvre viennois : on peut ainsi citer Josef Gerl (de) (1734-1798). Son architecture est influencée par Lukas von Hildebrandt.
En 1829, une rue de l'arrondissement de Landstrasse est baptisée en son nom.

## Œuvres

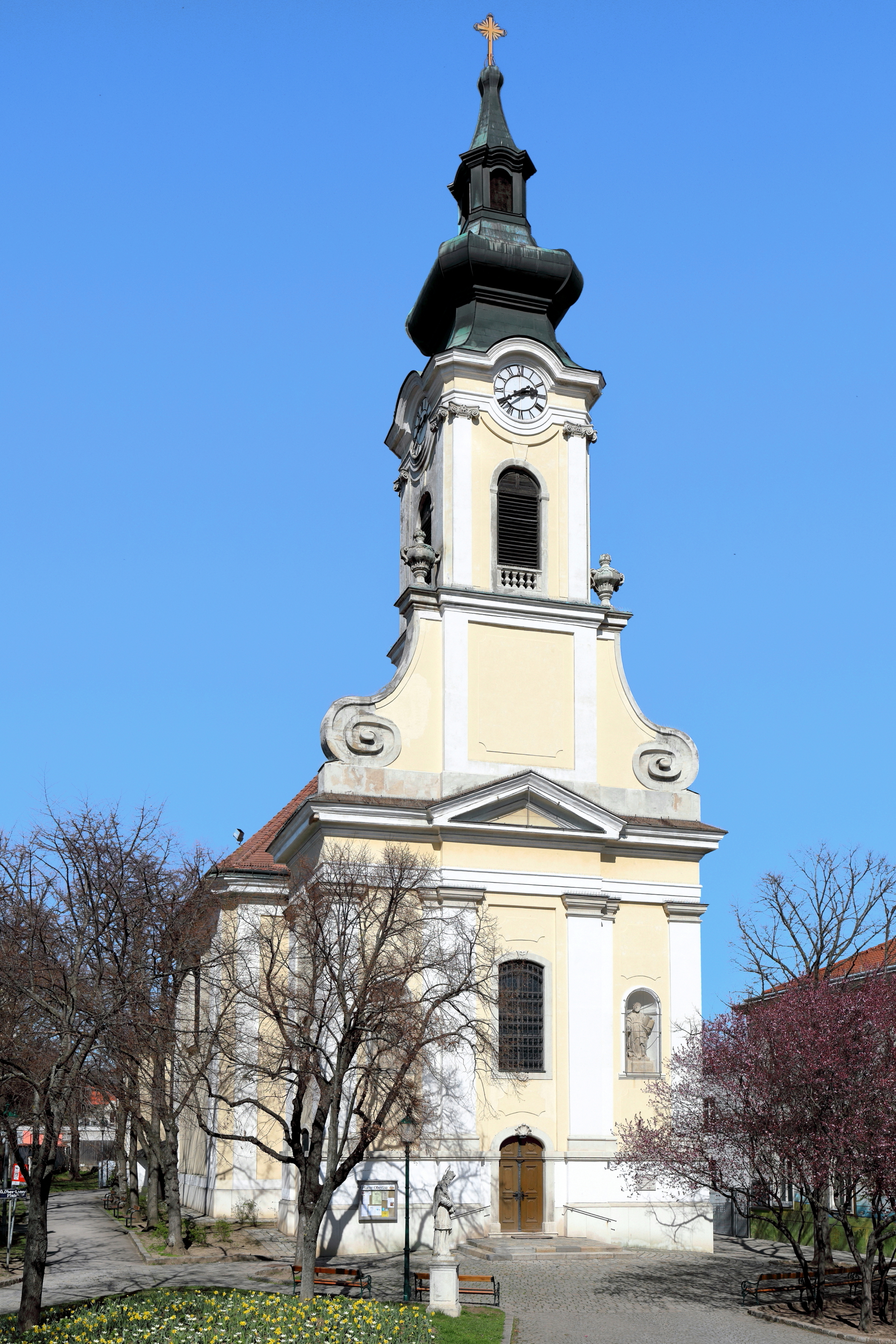
Église d'Oberlaa

- 1742–1745 : Conversion : Église d'Ober-Sankt-Veit (de)
- 1743 : Église des Piaristes Maria Treu de Vienne
- 1743–1747 : Église de la Présentation-de-la-Mère-de-Dieu-au-Temple de Gleisdorf (de)
- 1744 : Église d'Oberlaa (de)
- 1746–1747 : Église d'Altsimmering (de)
- 1752 : Château de Wiener Neustadt
- 1751–1754 : Extension de la Chancellerie de Bohême (de) à Vienne
- 1753 : Église de Währing (de)
- 1754–1756 : Église Sainte-Thècle de Vienne (de)
- 1768–1771 : avec le maître d'œuvre Johann Reitmayer : Église de Großriedenthal (de)
- 1774 : Église de Traiskirchen (de)

## Source de la traduction
- (de) Cet article est partiellement ou en totalité issu de l’article de Wikipédia en allemand intitulé « Mathias Gerl » (voir la liste des auteurs).